# 2005年温布尔登网球锦标赛
2005年温布尔登网球锦标赛

## 冠军
单打列出冠亚军以及决赛比分，双打列出冠军组合。

### 男子单打
费德勒（瑞士）6-2 7-6(2) 6-4 罗迪克（美国）

### 女子单打
大威廉姆斯（美国）4-6 7-6(4) 9-7 达文波特（美国）

### 男子双打
胡斯（澳大利亚）/姆迪（南非）

### 女子双打
布莱克（津巴布韦）/胡贝尔（南非）

### 混合双打
皮尔斯（法国）/布帕蒂（印度）
| 前任： 2004年温布尔登网球锦标赛 | 温布尔登网球锦标赛 2005年 | 繼任： 2006年温布尔登网球锦标赛 |
| 前任： 2005年法国网球公开赛     | 网球大满贯 2005年         | 繼任： 2005年美国网球公开赛     |